# Ed Sheeran

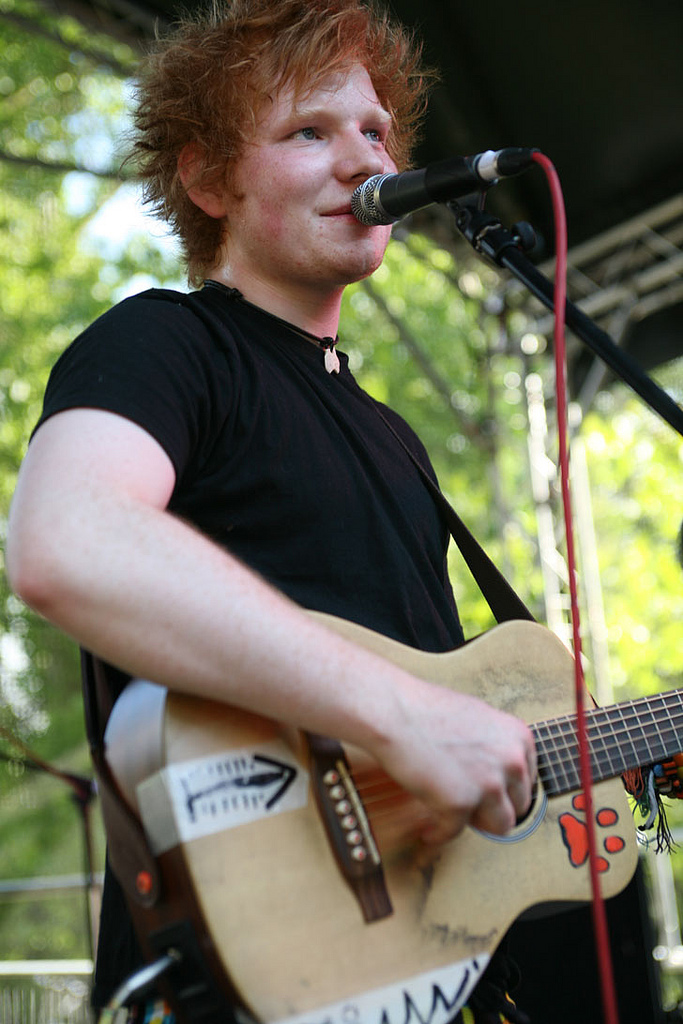

Edward Christopher Sheeran (Halifax, Yorkshire Occidental; 17 de febrer de 1991), artísticament conegut com a Ed Sheeran, és un cantant i compositor anglès. Ha venut més de 200 milions de discos en tot el món, i és un dels artistes musicals més venuts del món. Criat a Framlingham, Suffolk, el 2008 es va traslladar a Londres per tal de fer carrera musical. A principis del 2011, Sheeran va llançar el Projecte de Col·laboracions núm. 5, que va cridar l'atenció tant d'Elton John com de Jamie Foxx. Després va signar amb Asylum Records. El seu àlbum debut de 2011 que contenia els singles "The A Team" i "Lego House", va ser certificat quíntuple platí al Regne Unit. El 2012 va guanyar dos premis BRIT com a Millor Masculí Britànic i avanç britànic. "The A Team", va guanyar el Premi Ivor Novello a la millor cançó musical i lírica.
El 2012, Sheeran va començar a agafar fama als Estats Units. Va fer una aparició especial a l'àlbum de Taylor Swift "Red" i va escriure cançons per a la boy band One Direction. "The A Team" va ser nominada per Cançó de l'any en els Premis Grammy 2013 i va fer un duet amb Elton John durant la cerimònia. Va passar la major part de 2013 recorrent Amèrica del Nord com per exemple a l'acte d'obertura de "Red" Taylor Swift. D'altra banda, el 2017 va publicar la cançó "Shape of you" que ha sigut la cançó més popular de l'àlbum Divide.

## Primers anys i educació
Edward Christopher Sheeran va néixer a Halifax, West Yorkshire, Anglaterra, el 17 de febrer de 1991. La seva casa de la infància era a Birchcliffe Road, a la propera localitat de Hebden Bridge. El seu pare era conservador en el Cartwright Hall de Bradford i la seva mare treballava a la Manchester City Art Gallery. El desembre de 1995 es va traslladar amb la seva família de Hebden Bridge a Framlingham, a Suffolk, on va assistir a l'escola preparatòria independent Brandeston Hall (ara Framlingham College Prep School), i després a la Thomas Mills High School, també en Framlingham. Té un germà major anomenat Matthew, que treballa com a compositor. Els pares de Sheeran, John i Imogen, són de Londres i els seus avis paterns són irlandesos, i Sheeran ha declarat que el seu pare procedeix d'una família catòlica "molt nombrosa". John és comissari d'art i conferenciant, imogen és una publicista cultural convertida en dissenyadora de joies. Els seus pares van dirigir Sheeran Lock, una consultoria d'art independent, des de 1990 fins al 2010.
Sheeran va cantar en el cor d'una església local a l'edat de quatre anys, va aprendre a tocar la guitarra a onze anys, i va començar a escriure cançons mentre estudiava al Thomas Mills High School de Framlingham. Un informe escolar de 2004 el va descriure com un "intèrpret natural", i els seus companys també el van votar com "el més probable per ser famós". Va ser acceptat al National Youth Theatre de Londres quan era adolescent. Es va presentar amb èxit a l'audició del Youth Music Theatre UK en 2007 i es va incorporar a la seva producció de Frankenstein a Plymouth. És patrocinador del Youth Music Theatre UK (ara rebatejat com British Youth Music Theatre) i d'Access to Music, on va estudiar Formació d'Artistes.

## Obra (àlbums)

### + (Sumar)[27]
L'àlbum "+" (signe més, sumar) d'Ed Sheeran, va ser llançat el 12 de setembre de 2011 al Regne Unit. L'àlbum va ser un gran èxit comercial: va arribar al número u al Regne Unit i al número cinc als Estats Units. L'àlbum ha estat certificat com a àlbum de platí al Regne Unit i als Estats Units. "+" va ser l'àlbum que va catapultar a la fama Ed Sheeran i el va situar  com una de les estrelles més exitoses de la música pop de la dècada de 2010.
"+" presenta una varietat d'estils musicals, des del pop al hip-hop, al folk i al soul. Les lletres són simples però profundes i toquen temes com l'amor, l'amistat, el compromís i la recerca de la felicitat. Ell mateix el va produir junt amb altres productors de renom, com Jake Gosling, Rick Rubin i Benny Blanco.
L'àlbum "+" inclou alguns dels senzills més exitosos d'Ed Sheeran, com "The A Team", "Lego House" i "Give Me Love". Aquests singles van tenir un gran èxit al Regne Unit, essent número u a les llistes d'èxits. També van ser èxits als Estats Units, aconseguint el Top 40 al Billboard Hot 100.
A més dels singles que se'n van extreure, l'àlbum conté diverses cançons com "You Need Me, I Don't Need You", "Drunk" i "Wake Me Up" que s'han convertit en les preferides dels fans i formen una part important del repertori d'Ed Sheeran.

### x (Multiplicar)[29]
L'àlbum "x" d'Ed Sheeran, publicat el 20 de juny de 2014, és el segon àlbum d'estudi del cantant britànic. Va ser l'àlbum més venut de l'any i es va convertir en el més venut del Regne Unit de tota la dècada. L'àlbum va ser nominat a dos premis Grammy, incloent-hi el millor àlbum de l'any.
"x" va ser produït per Sheeran i Benny Blanco i conté algunes de les seves cançons més famoses, com "Thinking Out Loud", "Sing" i "Don't". L'àlbum presenta una varietat de gèneres, des del pop al rock, soul i reggae, cosa que dona a l'àlbum un caràcter molt particular.
"x" va ser un gran èxit comercial: va arribar al número u al Regne Unit, Austràlia, Canadà, Irlanda, Nova Zelanda i els Estats Units. Va rebre crítiques molt positives, amb diversos crítics elogiant la varietat de gèneres i les lletres de Sheeran.
Algunes de les cançons de l'àlbum també han assolit èxit comercial, incloent-hi "Thinking Out Loud", que es va convertir en el primer senzill de Sheeran a arribar el número u al Regne Unit i va ser nominat a un premi Grammy. Altres senzills de l'àlbum són "Sing", "Don't" i "Photograph".

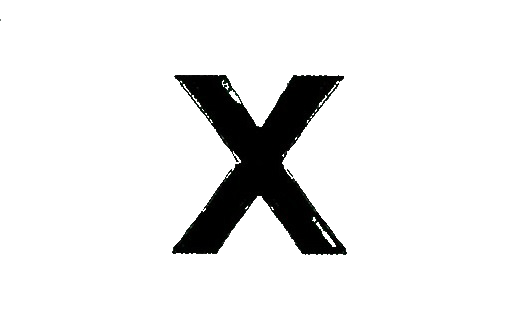
Logotip de l'àlbum

### ÷ (Dividir)[31]
L'àlbum "÷" és un dels treballs més reconeguts de l'artista britànic. Llançat el 2017, l'àlbum compta amb dotze cançons que abasten des del pop fins al folk. Va ser l'àlbum d'estudi més venut al Regne Unit el 2017 i va arribar al número u als Estats Units, el Regne Unit, Canadà, Irlanda, Austràlia i Nova Zelanda.
"÷" és un àlbum molt personal i introspectiu. La majoria de les cançons estan escrites des d'una perspectiva personal, amb lletres que fan referència a la solitud, l'amor, la família, la fe i l'esperança. Això es fa evident en cançons com "Castle on the Hill" i "Perfect", que són cançons que fan referència a la infància de Sheeran i a les seves experiències amoroses. Aquestes cançons també es caracteritzen per una instrumentació acústica, que és una característica definitòria de la música de Sheeran.
Altres cançons de l'àlbum, com "Shape of You" i "Galway Girl", es caracteritzen pel seu enfocament més lleuger i melòdic. Aquestes cançons fan referència a la vida quotidiana i a la cultura pop, i utilitzen una instrumentació més electrònica i producció moderna. A més s'han convertit en èxits mundials, aconseguint el número u a més de 20 països.

## Guardons
Nominacions
- 2014: Grammy al millor nou artista

## Dades interessants
- Va dedicar una cançó a Barcelona
- Té un tatuatge del "pingu" igual que Harry Styles.

## Filmografia
| Any  | Títol                                          | Paper               | Notes                              | Ref(s) |
| ---- | ---------------------------------------------- | ------------------- | ---------------------------------- | ------ |
| 2014 | Shortland Street                               | D'ell mateix        | 3 episodis                         | [ 32 ] |
| 2015 | Undateable                                     | D'ell mateix        |                                    | [ 33 ] |
| 2015 | Home and Away                                  | Teddy               |                                    | [ 34 ] |
| 2015 | The Bastard Executioner                        | Sir Cormac          | 5 episodis                         | [ 35 ] |
| 2015 | Jumpers for Goalposts: Live at Wembley Stadium | D'ell mateix        | Llargmetratge de concert           | [ 36 ] |
| 2016 | Bridget Jones's Baby                           | D'ell mateix        |                                    | [ 37 ] |
| 2016 | Popstar: Never Stop Never Stopping             | D'ell mateix        | No apareix als crèdits             | [ 38 ] |
| 2017 | Joc de trons (Game of Thrones)                 | Soldat de Lannister | Episodi: "Dragonstone"             | [ 39 ] |
| 2018 | The Simpsons                                   | Brendan (veu)       | Episodi: "Haw-Haw Land"            | [ 40 ] |
| 2018 | Songwriter                                     | D'ell mateix        | Documental                         | [ 41 ] |
| 2019 | Yesterday                                      | D'ell mateix        |                                    | [ 42 ] |
| 2019 | Modern Love                                    | Mick                | Episodi: "Hers was a World of One" | [ 43 ] |
| 2019 | Star Wars: L'ascens de Skywalker               | Alien               | No apareix als crèdits             | [ 44 ] |
| 2021 | Red Notice                                     | D'ell mateix        | No apareix als crèdits             | [ 45 ] |
| 2023 | Sumotherhood                                   | Crack Ed            |                                    | [ 46 ] |
| 2024 | Hurricane Festival                             | D'ell mateix        | Llargmetratge de concert           | [ 47 ] |

## Gires

### Cap de cartell
- + Tour (2011-2013)
- × Tour (2014-2015)
- ÷ Tour (2017-2019)
- +–=÷x Tour (2022)

### Teloner
- Gira Fallen Empires de Snow Patrol (dates seleccionades a Amèrica del Nord) (2012)
- Gira The Red Tour de Taylor Swift (totes les dates d'Amèrica del Nord) (2013)
- Gira Zip Code de The Rolling Stones (només a Kansas City)